# Carlos V y sus banqueros
Carlos V y sus banqueros es una obra historiográfica escrita por Ramón Carande. Originalmente se publicó en tres volúmenes: el primero apareció en 1943, el segundo en 1949 y el tercero en 1967. Desde 1987, con motivo de la conmemoración del primer centenario del nacimiento del autor, la obra conjunta se edita en un único volumen en la Editorial Crítica.
El libro de Carande es una de las obras de mayor importancia de la historiografía española, quizá porque supuso un cambio en la visión que existía del reinado de Carlos V. Dicho periodo se aborda en "Carlos V y sus banqueros" desde una perspectiva económica, aportando información sobre las cuentas del monarca y cómo su deuda afectó al desarrollo de su reino.